# Tejados de Cartón
Tejados de Cartón es una novela histórica escrito por Damián Borrás Camps, un famoso regatista y entrenador de vela español.
La obra trata de la vida de la protagonista Irenka y su pareja Dries durante los años de la ocupación nazi de Polonia. La obra consta de diferentes historias de los protagonistas, antes y durante la Segunda Guerra Mundial por toda Europa incluyendo países (aparte de Polonia) como Bélgica, Francia, Reino Unido y España (concretamente Menorca).
La obra tiene mucha influencia del entrenador polaco de Borrás antes de la olimpiadas de 1992, Andy Zawieja, que le contó la historia de su padre durante la guerra, que murió luchando contra la ocupación nazi. 